# Tufsen

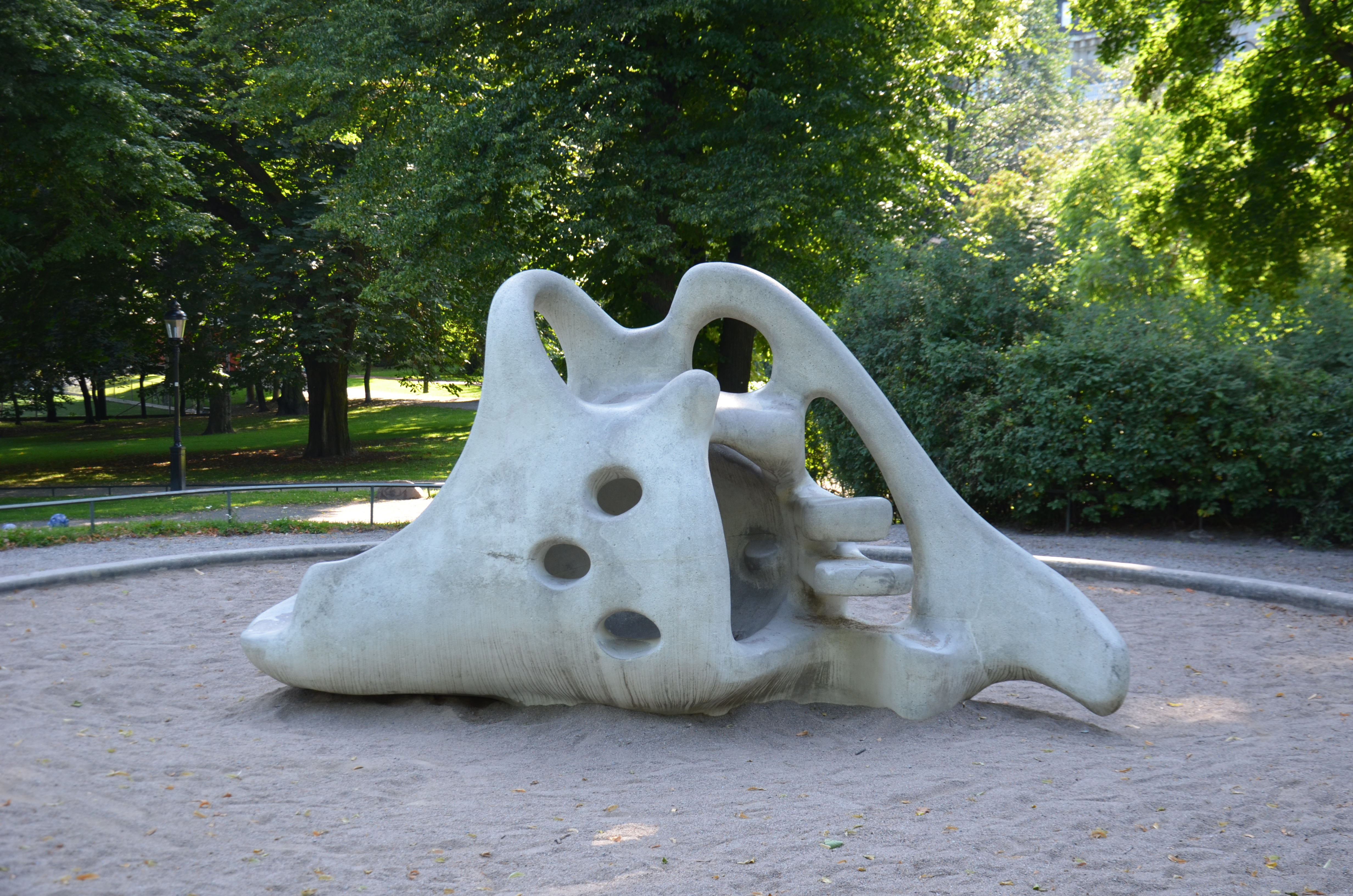
Tufsen i Humlegården, Stockholm.

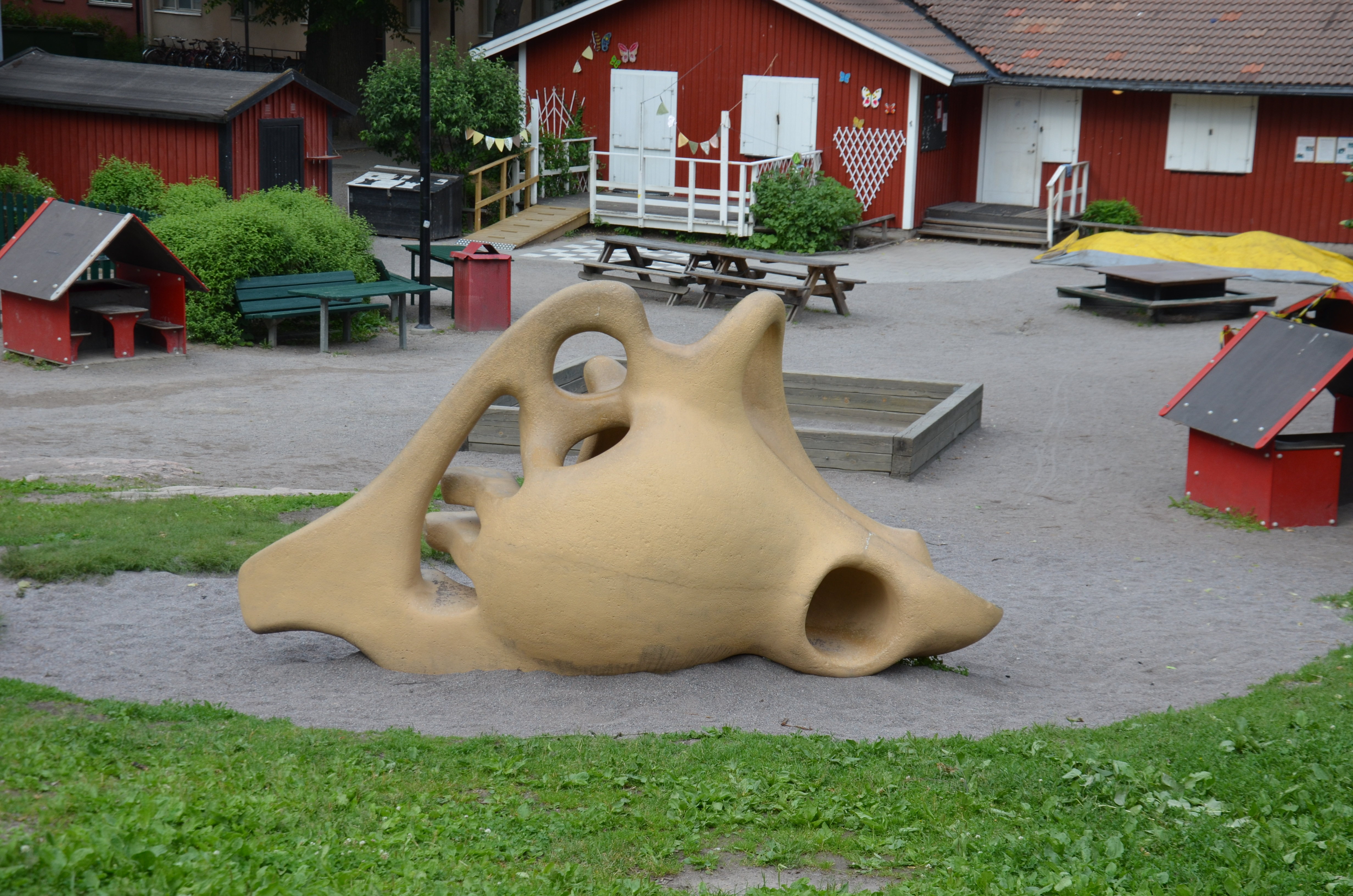
Tufsen i Skånegläntan i Stockholm

Tufsen, också Tuffsen, är en lekskulptur i konststen av Egon Møller-Nielsen.
Tufsen tillkom i samarbete mellan Egon Møller-Nielsen och Stockholms stadsträdgårdsmästare Holger Blom. Det första exemplaret sattes upp i juli 1949 i Parkleken Humlan vid Karlavägen i Humlegården i Stockholm och var den första lekskulpturen i Sverige. Den har inspirerat många efterföljare. För Egon Møller-Nielsen var lekskulpturen också en möjlighet att uttrycka sig konstnärligt med abstrakta, surrealistiska former, vilket vid denna tid inte uppskattades av köpare av vanlig offentlig konst.
Tufsen är gjuten i ett stycke i stengöt, betong uppblandad med marmorkross. Den är två meter hög och väger närmare sju ton.
Namnet fick skulpturen från Egon Møller-Nielsens och Birgit Åkessons dotter Mona, vars smeknamn var Tufsen. Egon Møller-Nielsen gjorde också 1950 den kända 20 ton tunga stengötlekskulpturen Ägget, som finns i två exemplar i Stockholm och ett i Göteborg. En tredje lekskulptur i samma material, Snäckan, eller Spiral, gjordes 1951 i två exemplar för Stockholms stad, men har senare förslitits så hårt att bägge exemplaren tagits bort.
Tufsen göts omkring 1949 i sex exemplar,  och ytterligare fyra har gjutits omkring år 2000. Den finns på fem platser i Stockholm samt i enstaka exemplar i Örebro, Malmö, Göteborg och Lund. Ytterligare ett exemplar har funnits i Kristinehamn, men förstördes i maj 2003.
| ”                                           | Om min lekskulptur i Humlegården föreställer något? Javisst, den föreställer en lekskulptur. Det vill säga, när jag gjorde den utgick jag från barnets lust att gömma sig, att rutscha ut- för och att klättra högt för att få känslan av fara. Men jag begär inte att folk ska få några speciella associationer när de tittar på den och börjar tänka på en svan eller en snäcka, ehuru jag inte missgynnar dem att göra det om de har lust. | „ |
| – Egon Möller-Nielsen i Dagens Nyheter 1964 | |   |

| ”                                                               | Det var när han vände sig till barnen som hans konst förlöstes och fick sin mening. Här kom hans genialitet i dagen. Hans teckningskonst och hans fantasi fann sin rätta plats i barnboken. Hans skulpturala och sociala tänkande möttes i lekskulpturerna | „ |
| – Torsten Bergmark om Egon Möller-Nielsen i Dagens Nyheter 1963 | |   |

## Platser där Tufsen finns utplacerad
- Parkleken Humlan, Humlegården i Stockholm (1949)
- Stadsparken i Lund (1952)
- Droskanparken, vid Tjärhovsgatan/Södermannagatan på Södermalm i Stockholm (1950)
- Lekplatsen Kyrkbyn vid Äringsgatan 4, Lundby i Göteborg
- Reimersholme i Stockholm (1950)
- Parkleken Skånegläntan, Åsöparken på Södermalm i Stockholm (omkring 2000)
- Norr Mälarstrand på Kungsholmen i Stockholm (omkring 2000)
- Lekplatsen vid Limhamns torg, Malmö (omkring 2000)
- Gården vid Örnsköldsgatan 1-37, Markbacken i Örebro (omkring 2000)

## Bildgalleri

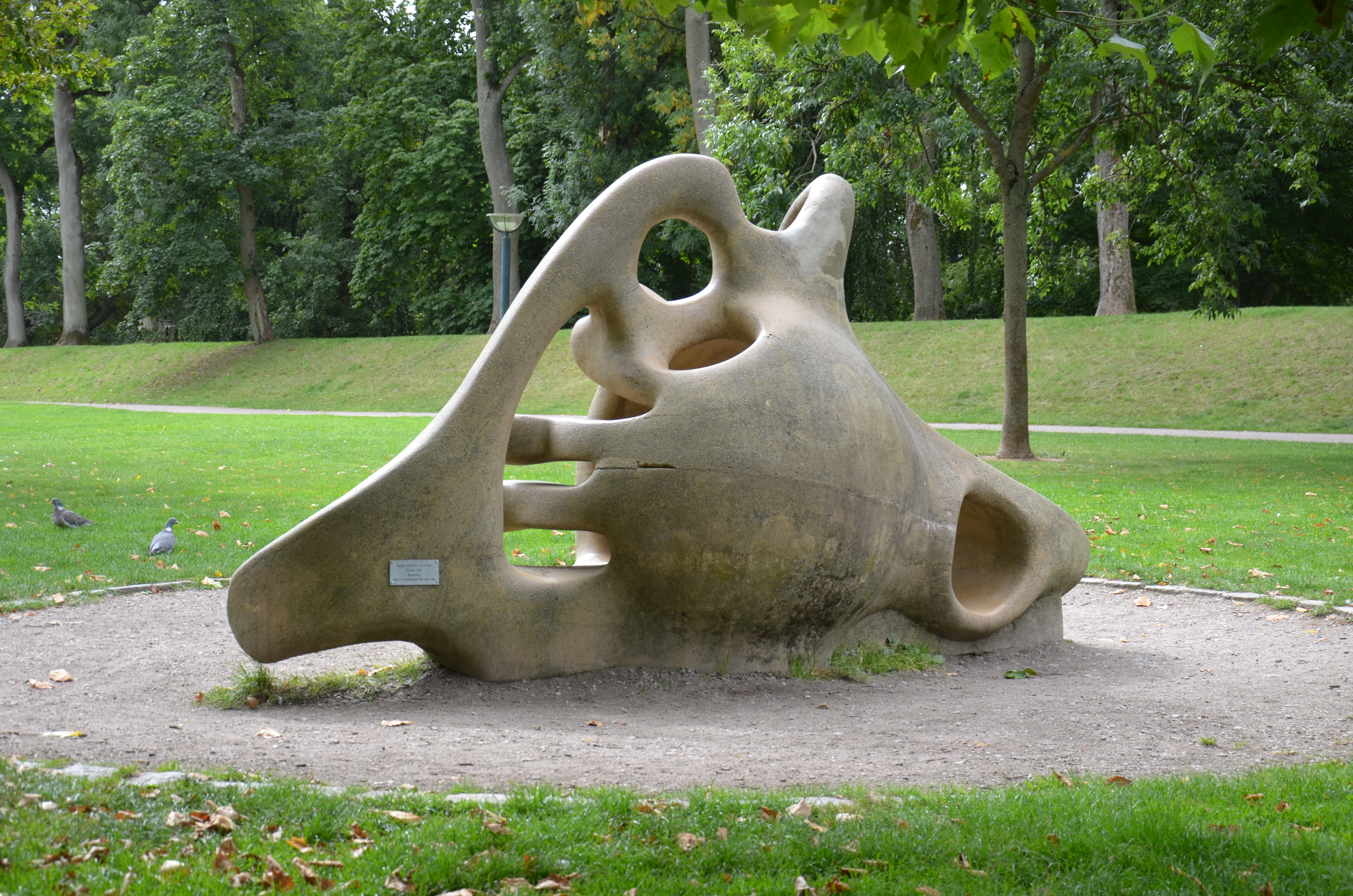
Tufsen i Stadsparken i Lund
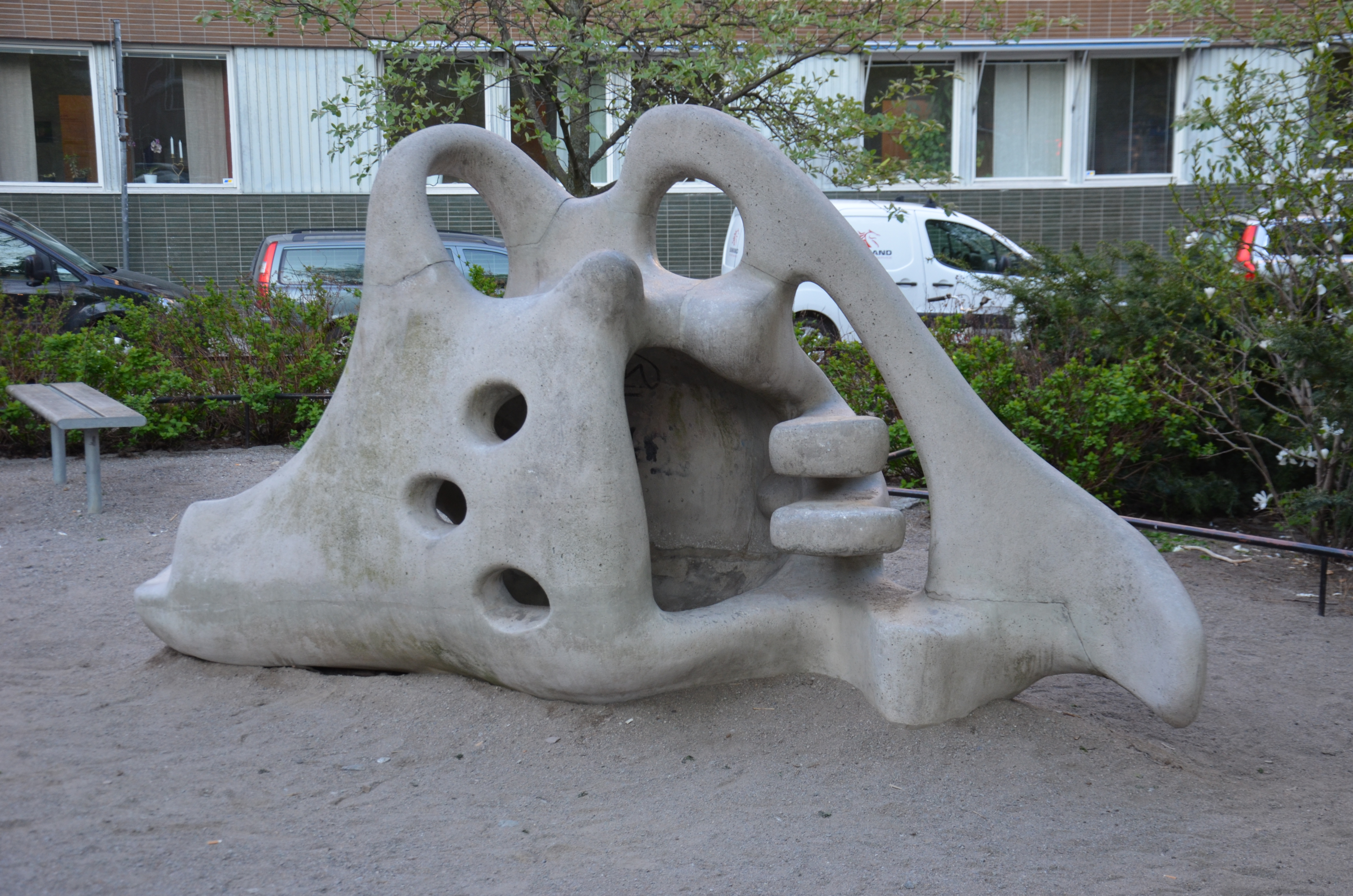
Tufsen i Droskanparken i Stockholm
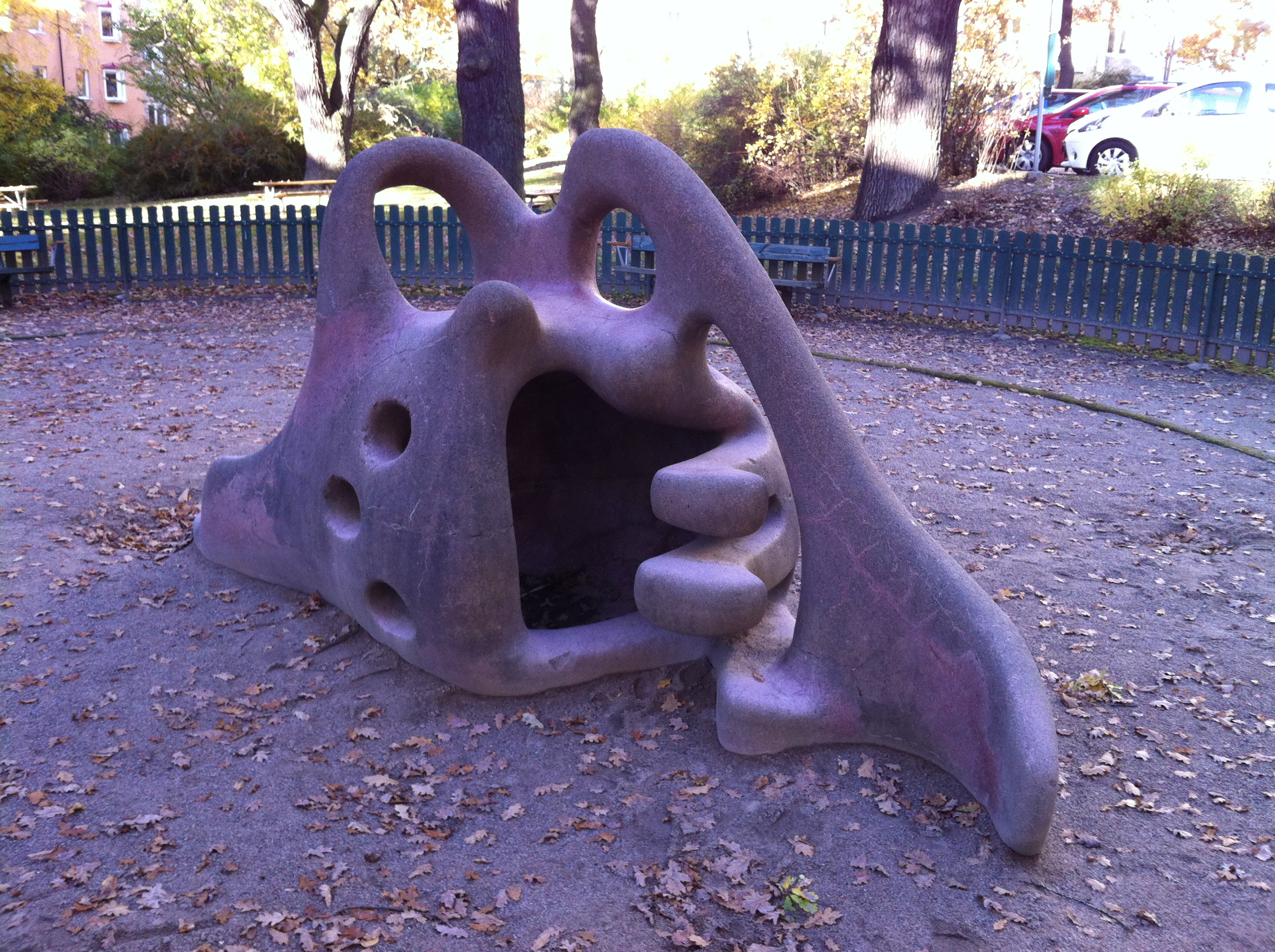
Tufsen på Reimersholme i Stockholm
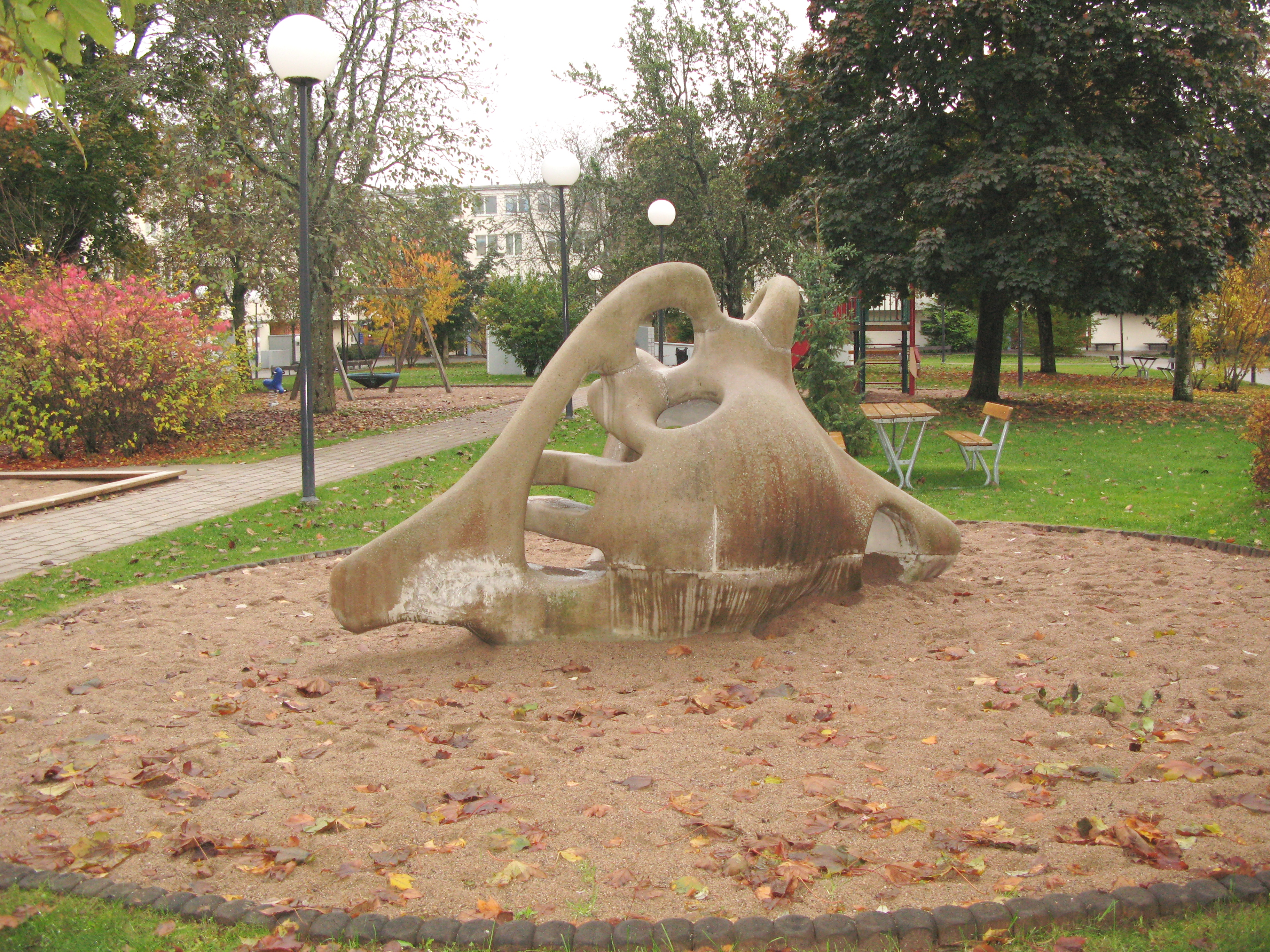
Tufsen på gård till Örnsköldsgatan 1-37, Markbacken i Örebro
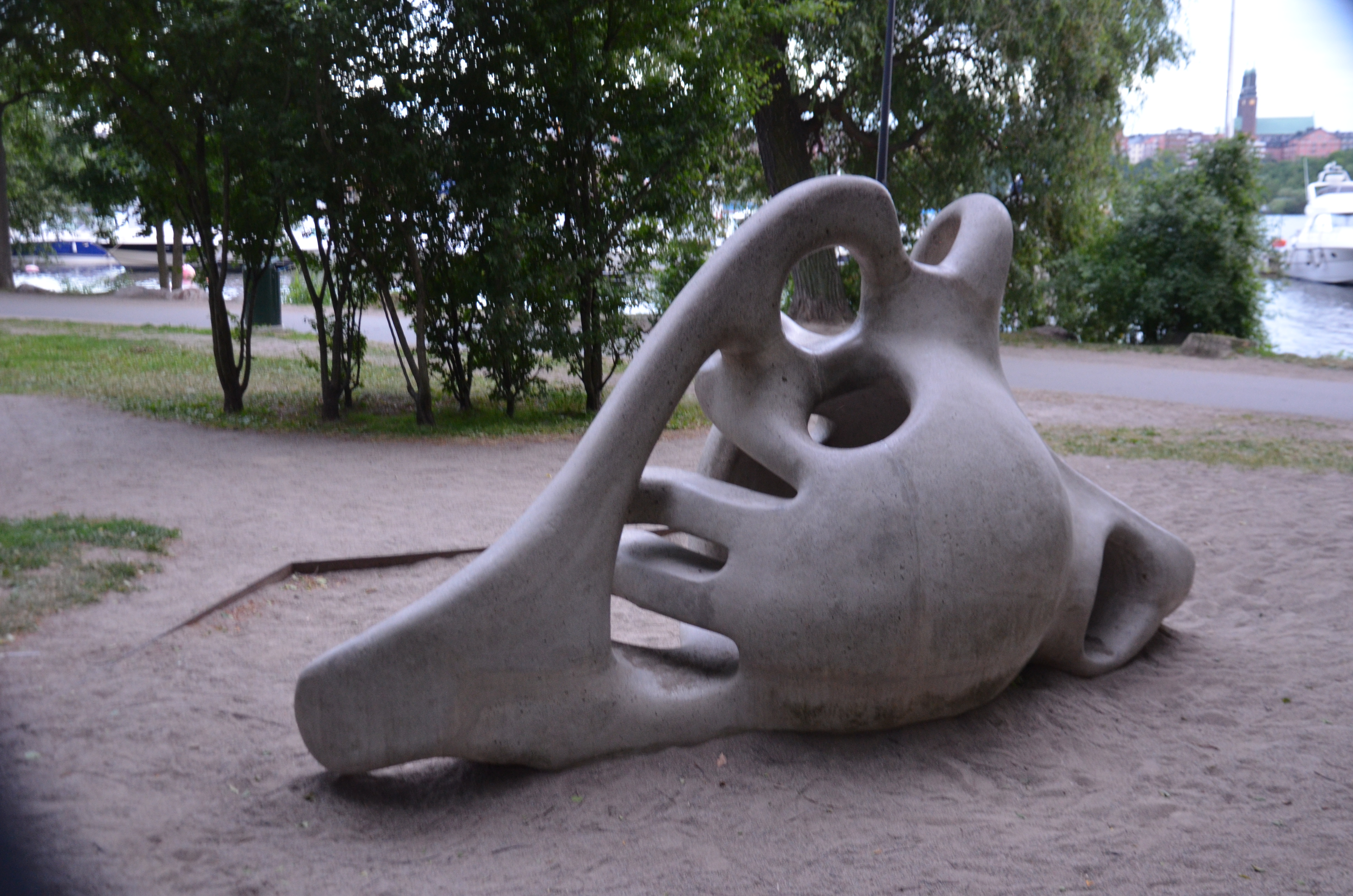
Tufsen på Norr Mälarstrand i Stockholm
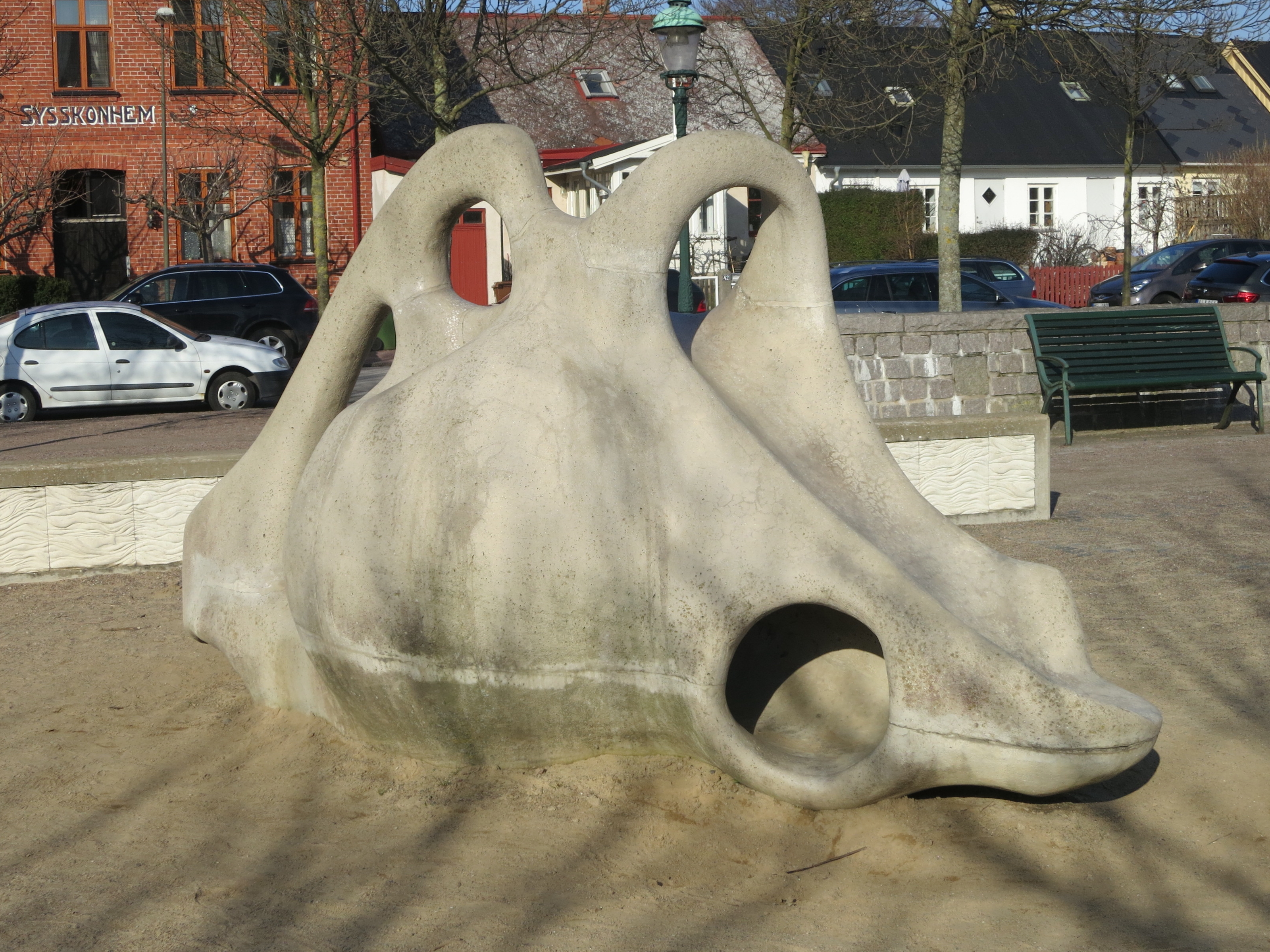
Tufsen på Limhamns torg i Malmö